# 1976年夏季奥林匹克运动会射击比赛
1976年夏季奥林匹克运动会射击比赛在加拿大蒙特利尔举行。

## 赛事
| Event                          | 金牌                            | 银牌                       | 铜牌                            |
| free pistol （詳細）           | 乌韦·波特克（东德）             | 哈拉尔德·福尔马尔（东德）  | 鲁道夫·多林格（奥地利）         |
| rapid fire pistol （詳細）     | 诺贝特·克拉尔（东德）           | 于尔根·维费尔（东德）      | 罗伯托·费拉里斯（意大利）       |
| running target （詳細）        | Aleksandr Gazov（苏联）         | Aleksandr Kediarov（苏联） | 耶日·格雷什凯维奇（波兰）       |
| rifle prone （詳細）           | Karlheinz Smieszek（西德）      | 乌尔里希·林德（西德）      | Gennadi Lushikov（苏联）        |
| rifle three positions （詳細） | 兰尼·巴沙姆（美国）             | Margaret Murdock（美国）   | 维尔纳·赛博尔德（西德）         |
| Trap （詳細）                  | 唐纳德·霍尔德曼（美国）         | 阿曼多·马克斯（葡萄牙）    | 乌巴尔代斯科·巴尔迪（意大利）   |
| Skeet （詳細）                 | 约瑟夫·帕纳切克（捷克斯洛伐克） | Eric Swinkels（荷兰）      | 维斯瓦夫·加夫利科夫斯基（波兰） |

## 参赛国家
| - 安道尔（2） - 阿根廷（6） - （6） - 奥地利（8） - 比利时（5） - 伯利兹（2） - 玻利维亚（1） - 巴西（8） - 保加利亚（7） - 加拿大（11） - 智利（3） - 哥伦比亚（3） - 哥斯达黎加（1） - 古巴（4） - 捷克斯洛伐克（10） |  | - 丹麦（7） - 东德（11） - 芬兰（4） - 法国（10） - 英国（13） - 希腊（4） - 危地马拉（5） - 香港（6） - 匈牙利（7） - 印度（3） - 伊朗（4） - 爱尔兰（1） - 以色列（1） - 意大利（13） - 日本（11） |  | - 卢森堡（1） - 马来西亚（2） - 墨西哥（6） - 摩纳哥（4） - 蒙古（4） - 荷兰（2） - 新西兰（4） - 朝鲜（6） - 挪威（4） - 巴布亚新几内亚（1） - 巴拉圭（1） - 菲律宾（2） - 波兰（12） - 葡萄牙（1） - 波多黎各（8） |  | - 罗马尼亚（7） - 圣马力诺（7） - 新加坡（1） - 韩国（5） - 苏联（13） - 西班牙（9） - 瑞典（11） - 瑞士（5） - 泰国（12） - 特立尼达和多巴哥（1） - 土耳其（3） - 美国（14） - （4） - 西德（12） - 南斯拉夫（5） |

## 奖牌榜
| 排名 | 国家／地区   | 金牌 | 银牌 | 铜牌 | 總數 |
| ---- | ------------ | ---- | ---- | ---- | ---- |
| 1    | 东德         | 2    | 2    | 0    | 4    |
| 2    | 美国         | 2    | 1    | 0    | 3    |
| 3    | 苏联         | 1    | 1    | 1    | 3    |
| 3    | 西德         | 1    | 1    | 1    | 3    |
| 5    | 捷克斯洛伐克 | 1    | 0    | 0    | 1    |
| 6    | 荷兰         | 0    | 1    | 0    | 1    |
| 6    | 葡萄牙       | 0    | 1    | 0    | 1    |
| 8    | 意大利       | 0    | 0    | 2    | 2    |
| 8    | 波兰         | 0    | 0    | 2    | 2    |
| 9    | 奥地利       | 0    | 0    | 1    | 1    |